# Sibilla Aleramo
Rina Faccio, cunoscută sub pseudonimul Sibilla Aleramo, (n. 14 august 1876, Alessandria, Piemont, Italia – d. 13 ianuarie 1960, Roma, Italia) a fost prozatoare și poetă italiană și activistă a mișcării feministe.

## Opera
- 1906: O femeie („Una donna”);
- 1927: Iubesc, deci exist („Amo, dunque sono”);
- 1929: Poezii („Poesie”);
- 1938: Ursa mică („Orsa minore”);
- 1947: Pădurea iubirii („Selva d'amore”).